# 古德斯普林斯 (阿拉巴馬州)
古德斯普林斯（英語：Good Springs）是一個位於美國阿拉巴馬州萊姆斯通縣的非建制地區。該地的面積和人口皆未知。

## 地理
古德斯普林斯的座標為34°56′50″N 87°11′39″W / 34.94722°N 87.19417°W，而該地的平均海拔高度為240米（即787英尺）。